# Katalin Varga (Schauspielerin)
Katalin Varga (auch Kata Varga, Kata-Lina Varga; * 17. März 1954 in Budapest, Ungarn) ist eine ungarische Schauspielerin und Theaterregisseurin.

## Leben und Wirken
Katalin Varga studierte von 1972 bis 1976 an der Wirtschaftshochschule Budapest und schloss mit dem Diplom für Wirtschaftswissenschaften ab. 1980 absolvierte sie eine Schauspielerausbildung an der Theater- und Filmakademie Imre Kerényi in Budapest. In den folgenden drei Jahren war sie Mitglied des Ensembles des Katona József Theaters in Kecskemét. Zwischen 1983 und 1990 trat sie unter anderem im Theater in der Josefstadt in Wien und im Csokonai-Theater in Debrecen auf. Sie ist seit 1990 als freischaffende Schauspielerin tätig. Zwischen 1991 und 2006 arbeitete sie als französisch-ungarische Übersetzerin und Dolmetscherin. In Frankreich betätigte sie sich während dieser Zeit als Schauspielerin. Während ihre ersten Fernsehauftritte ausschließlich in ungarischen Produktionen erfolgten, trat sie später auch in französischen Filmen auf. 1989 wirkte sie in dem deutschen Fernsehfilm Schwarzenberg mit.

## Filmografie (Auswahl)
- 1981: Cserepek
- 1983: Hiobs Revolte
- 1986: Die Geschichte eines Fischotters (Lutra, Dokumentarfilm)
- 1987: Csinszka (Fernsehfilm)
- 1989: Schwarzenberg (Fernseh-Zweiteiler)
- 1996: Lösegeld für einen Hund (La rançon du chien, Fernsehfilm)
- 2010: Die Kinder von Paris
- 2013: Hacktion (Fernsehserie, 1 Folge)
- 2015: Ketten Párizs ellen (Fernseh-Miniserie, 1 Folge)

## Weblink
- Kata Varga bei IMDb